# Володимир-Волинський консервний завод
Володимир-Волинський консервний завод — підприємство з переробки плодоовочевої продукції у Володимирі, що існувало з 1870 до 2007 року.

## Млин Шильмана
Власником млина був Сруль Шильман. Млин розташовувався за адресою Тракт Легіонів, 73. Заснований у 1870 році.

## Консервний завод
У 1945 році на базі націоналізованого млина Шильмана було створено консервний завод. Перший цех запущено у будівлі жіночого католицького монастиря.
В перший рік роботи випускали лише сушенину та заквашували огірки й капусту для потреб армії. Наступного року встановили кормозапарник і почали виготовляти повидла і джеми.
У 1957 році встановлено перший автоклав, який дозволяв стерилізувати продукцію. Почали випускати компоти, варення, маринади. На початку 1960-х територію заводу розширили за рахунок знесення навколишніх житлових будівель.
5 серпня 1965 року на Володмир-Волинський консервний завод подали газ. Це було перше промислове підприємство у Володимирі, яке було газифіковане.
У 1960-х завод почав випускати дитяче харчування. На підприємстві вперше в Україні встановлюються механізовані лінії для випуску плодово-овоче-м'ясних консерв.
У 1968 році на підприємстві розпочато випуск березового соку. Побудовано холодильник на 1010 тон одноразового зберігання плодоовочів; побудовано три п'ятиповерхові будинки по вулиці Карбишева на 150 квартир, взято у Фалемичах підсобне господарство на 270 га землі, побудувано забійний і ковбасний цехи, водонапірну башту. Запущено лінію виробництва майонезу.
Середньо-списковий річний штат підприємства налічував 363 чоловіки.
В 2007 році було зменшено чистий дохід до 1,17 млн грн.

## «Лодомир» та «Пуп-сік»
У 1990-х рр. підприємство було приватизовано. Підприємство переорієнтувалося на випуск дитячого харчування під торговими марками «Лодомир» та «Пуп-сік». Під цими ТМ виготовлялися овоче-фруктові соки та пюре та м'ясо-овочеві пюре.
У 2007 році на заводі вийшов з ладу паровий котел і підприємство зупинилось.

## Директори
- А.Дмітрієв (станом на 1947 рік)
- Михайло Капустинський
- Олексій Якимюк
- Віктор Павлович Скромний